# منتخب غاليسيا لكرة القدم للسيدات
منتخب غاليسيا لكرة القدم للسيدات هو ممثل إسبانيا الرسمي في المنافسات الدولية في كرة القدم للسيدات.